# Пам'ятник Степанові Бандері (Хмельницький)
Пам'ятник Степанові Бандері — пам’ятний камінь на місці майбутнього пам’ятника провіднику ОУН Степану Бандері в місті Хмельницькому.

## Розташування
Пам'ятний камінь з меморіальною дошкою Степанові Бандері розташований в сквері на розі вулиць Степана Бандери та Зарічанської в північно-західній частині міста.

## Історія
Ідея створення пам’ятника видатному політичному та військовому діячові, натхненнику визвольної боротьби ОУН та УПА, Герою України Степану Бандері належить  місцевому осередку ВО Свобода, патріотичному активу міста Хмельницького та небайдужих містян. Більше двохсот хмельничан, багато з яких прийшли з дітьми, зібрались 1 січня 2017 року на Майдані Незалежності, аби вшанувати пам’ять лідера ОУН та смолоскипною ходою рушили на вулицю Степана Бандери, де був раніше закладений камінь з меморіальною табличкою. Пам'ятний знак на перехресті вулиць Бандери і Зарічанської поставили ще у четвер, 29 грудня попереднього року. В цей же перший день нового 2017-го року пам’ятний камінь був освячений місцевим греко-католицьким священиком Кам’янець-Подільської Єпархії УГКЦ.